# Lancia Thema
Lancia Thema är en bilmodell från Lancia som delade bottenplatta med Alfa Romeo 164, Fiat Croma och Saab 9000 via samarbetet De fyras klubb.
Modellen tillverkades 1984 – 1994 och efterträddes av Lancia Kappa. Thema erbjöds med såväl fyrdörrars sedankaross som femdörrars kombikaross. En specialversion, 8.32, med V8-motor baserad på motorn från Ferrari 308 tillverkades under perioden 1986-1991.